# Dąbroszyn (stacja kolejowa)
Dąbroszyn (niem. Tamsel) – stacja kolejowa w Dąbroszynie, w województwie lubuskim, w Polsce.

## Ruch pasażerski
| Rok  | Wymiana pasażerska na dobę |
| ---- | -------------------------- |
| 2017 | 50-99                      |
| 2022 | 50-99                      |

Stacja powstała w latach 50. XIX wieku wraz z linią Pruskiej Kolei Wschodniej. Pierwotny, skromny budynek dworcowy zaprojektował inż. Eduard Römer. Ulokowanie stacji w niedużej odległości od Kostrzyna świadczyło o wielkości majątku hrabiów von Schwerin, a także było wyrazem wdzięczności dla rodziny, która pod budowę kolei uszczupliła swój park przypałacowy.